# Aargau
| Kanton Aargau             |                                      |
| \| Grb kantona \|         |                                      |
| Položaj u Švicarskoj      |                                      |
|                           |                                      |
| Podaci                    |                                      |
| Glavni grad               | Aarau                                |
| Pristupanje konfederaciji | 1803.                                |
| Skraćenica                | AG                                   |
| Stanovništvo              | 612.611 (procjena 31.12.2010.) stan. |
| Popis                     | 31. prosinca 2010.                   |
| Površina                  | 1404 km²                             |
| Gustoća                   | 436 stan./km²                        |
| Br. općina                | 229                                  |
| Jezici                    | njemački                             |
| Zemljovid kantona         |                                      |
|                           |                                      |
| Grb kantona               |                                      |

Kanton Aargau je kanton na sjeverozapadu Švicarske, glavni grad ovog kantona je grad Aarau.

## Zemljopis
Kanton Aargau od 1404 km2 nalazi se na sjeveru Švicarske
Susjedni kantoni su Zürich, Bern, Luzern, Zug, Basel-Landschaft i Solothurn, a okružen je na ostalim dijelovima Njemačkom.
Njegove tekućice odvodi Aare svojim prosjekom Jure u Rajnu. Središte kantona je dolina Aare, na sjeveru se prostire gorje Jura, a na jugu visoko humlje zelenih livada. Tu je i stara gradina Habsburg (Habichtsburg »kragujevac«). Preko granice na Rajni diže se Schwarzwald u Njemačkoj.
Šumovita Jura (Wasserfluh 869 m) bogata je drvom, kamenjem i sadrom, a ostala visoravan je poljodjelska zemlja za žitarice, voćarstvo i stočarstvo. 
Znatna je i domaća industrija, koju podupire jeftina vodena sila. Poznata su lječilišta Baden i Schinznach, Rheinfelden i Ryburg. Kanton je nastao 1803. godine.

## Jezik
Njemački je službeni jezik.

## Gradovi i mjesta
- Wettingen, 20.134 stanovnika
- Aarau, 19.652 (ukl. Rohr) stanovnika
- Baden, 18.059 stanovnika
- Wohlen, 14.483 stanovnika
- Oftringen, 12.326 stanovnika
- Rheinfelden, 11.960 stanovnika
- Zofingen, 10.869 stanovnika
- Spreitenbach, 10.927 stanovnika
- Möhlin, 10.025 stanovnika

### Općine u kantonu Aargau
Općine u kantonu Aargau

## Vjeroispovijest
Rimokatolici i protestanti.

## Gospodarstvo
Veće tvrtke u kantonu Aargau su:
- Asea Brown Boveri ABB
- Alstom

## Vanjske poveznice
- Službena stranica kantona Aargaua